# Fuerzas Armadas de Yemen
Las Fuerzas Armadas de Yemen (en árabe: القوات المسلحة اليمنية) son las fuerzas militares de Yemen y están formadas por la Armada de Yemen, la Fuerza Aérea de Yemen, el Ejército de Yemen y las Fuerzas Especiales de Seguridad del Yemen.

## Introducción
Las fuerzas armadas yemeníes combatieron en la guerra civil de Yemen de 1994, en 1995 lucharon contra la nación de Eritrea durante la crisis de las Islas de Hanish, en 2004 combatieron contra la insurgencia chiita en Yemen, y posteriormente lucharon contra los rebeldes hutíes.

## Historia

### Reino de Yemen
El Reino Mutawakkilita de Yemen, tras declarar oficialmente su independencia del Imperio otomano en 1918, no fue reconocido internacionalmente hasta 1926. En ese momento, el imán Yahya contaba con un grupo de 300 oficiales y soldados otomanos para entrenar a su ejército. Los dirigentes yemeníes vieron la necesidad de modernizar y ampliar las fuerzas armadas, y acabaron comprando a Italia seis tanques, 2.000 fusiles, cuatro piezas de artillería antiaérea y algunos equipos de comunicaciones, mientras que Irak proporcionó fusiles y equipos de comunicaciones adicionales. Italia también abrió una escuela de vuelo en Saná. En 1954, el imán Ahmad también estableció una cooperación militar con Egipto, y El Cairo donó un total de cuatro cañones, seis ametralladoras pesadas, 12 ametralladoras ligeras y 20 fusiles a Saná, y envió a cuatro oficiales del ejército egipcio para que sirvieran como instructores para el ejército yemení.

### Guerra Civil de Yemen del Norte
La Guerra Civil de Yemen del Norte, comenzó en 1962 y terminó en 1970. Tuvo lugar entre las fuerzas de la República Árabe de Yemen del Norte y el Reino Mutawakkilita de Yemen. Los realistas recibieron apoyo del Reino de Arabia Saudita y del Reino de Jordania, mientras que los republicanos recibieron apoyo de Egipto y la Unión Soviética, utilizando alrededor de 55 000 tropas egipcias. Los realistas utilizaron miembros de tribus lealistas locales. Los realistas estaban comandados por Muhammad al-Badr del Reino Mutawakilita de Yemen. Los comandantes republicanos eran los egipcios Gamal Abdel Nasser y Abdel Hakim Amer y el yemenita Abdullah al-Sallal. Durante el conflicto bélico, más de 50 000 tropas egipcias fueron desplegadas en Yemen del Norte.

### Uso de armas químicas durante la Guerra Civil de Yemen del Norte
El primer ataque químico tuvo lugar el 8 de junio de 1963 contra Kawma, un pueblo de unos 100 habitantes del norte de Yemen, matando a siete personas y dañando los ojos y pulmones de 25 personas. Este bombardeo fue considerado como experimental y las bombas fueron descritas como "poco eficaces". Las autoridades egipcias sugirieron que los incidentes denunciados probablemente fueron causados por napalm, y no por gas. La ministra de relaciones exteriores israelí, Golda Meir, sugirió en una entrevista que Nasser no dudaría en utilizar el gas tóxico también contra Israel. No hubo informes de ataques con gas durante 1964, y solo se informó de unos pocos en 1965. Los informes se hicieron más frecuentes a finales de 1966. El 11 de diciembre de 1966, 15 bombas de gas mataron a dos personas e hirieron a 35 personas. El 5 de enero de 1967, el mayor ataque con gas tóxico se produjo contra la aldea de Kitaf, causando 270 víctimas. El objetivo pudo haber sido el príncipe Hassan ibn Yahya, que había instalado su cuartel general cerca. El gobierno egipcio negó haber utilizado gas venenoso y alegó que Reino Unido y Estados Unidos estaban utilizando los informes como guerra psicológica en contra de Egipto. El 12 de febrero de 1967, el gobierno egipcio dijo que acogería con agrado una investigación de la ONU. El 1 de marzo, el birmano U Thant dijo que la ONU no podía investigar los ataques con gas venenoso. El 10 de mayo, las aldeas gemelas de Gahar y Gadafa en Wadi Hirran, donde el príncipe Mohamed bin Mohsin estaba al mando, fueron bombardeadas con gas, matando al menos a 75 personas. El Movimiento Internacional de la Cruz Roja y la Media Luna Roja fue alertado y el 2 de junio emitió un comunicado en Ginebra, Suiza, expresando su preocupación. El Instituto de Medicina Forense de la Universidad de Berna en Suiza, emitió una declaración, basada en un informe de la Cruz Roja, de que era probable que el gas hubiera sido un derivado halógeno: fosgeno, gas mostaza, lewisita, cloruro de cianógeno o bromuro de cianógeno. Los ataques con gas venenoso se detuvieron durante tres semanas después de la guerra de los Seis Días contra el régimen sionista de Israel, pero se reanudaron en julio, contra todas las regiones del Reino de Yemen. Las estimaciones de víctimas varían, una suposición conservadora, considera que las bombas aéreas llenas de gas mostaza y fosgeno causaron aproximadamente 1500 muertos y un número mayor de heridos.

### Fuerzas armadas de Yemen del Norte
Cuando el gobierno republicano tomó el poder político mediante un golpe de Estado, se destruyó gran parte de la estabilidad y el profesionalismo que aún quedaba en el ejército. El nuevo gobierno tuvo que construir un nuevo ejército para luchar contra los insurgentes monárquicos. Los primeros centros de entrenamiento y oficinas de reclutamiento fueron establecidas en cada provincia. Los asesores militares egipcios desempeñaron un papel destacado en el proceso de construcción de un ejército nacional moderno, ofreciendo a los oficiales noryemeníes la oportunidad de estudiar en las academias militares egipcias. Con la ayuda de los asesores egipcios fueron formadas cuatro brigadas de infantería. La recuperación de Yemen del Norte tras la guerra civil resultó sumamente problemática. La economía noryemení, gravemente dañada por años de combates, estaba hecha trizas. El ejército se comía hasta el 50% por ciento del presupuesto nacional, que ascendía a sólo unos nueve millones de libras, una cifra insuficiente dadas las circunstancias. El sistema logístico del ejército, controlado por el gobierno, no sólo dependía de la confianza del régimen de Saná en la lealtad de los comandantes locales, sino que también estaba sujeto a la corrupción. Los soviéticos, que ayudaron incondicionalmente durante el asedio de Saná, se mostraron cada vez más reacios a proporcionar piezas de repuesto y equipo de apoyo: Moscú prefería la cooperación con Yemen del Sur, cuyo gobierno marxista-leninista tenía una ideología similar a la URSS, y por ello encontraba pocos incentivos para apoyar a los noryemeníes. En poco tiempo, la falta de apoyo soviético afectó gravemente a la capacidad de combate del Ejército del Yemen del Norte. También tuvo efectos negativos sobre la moral del ejército en general y empezó a causar divisiones entre el personal sunita y el zaidita. En un intento de mejorar la situación, el comandante en jefe de las fuerzas armadas noryemeníes, el coronel Hassan Al-Amri, visitó Praga para solicitar ayuda militar. De igual manera que en otras ocasiones, los checoslovacos rechazaron todas esas solicitudes porque estaban seguros de que Yemen no podría pagar. En cambio, los funcionarios checoslovacos ofrecieron armas obsoletas, incluidos viejos fusiles, metralletas, cohetes y uniformes. No está claro si Amri aceptó esta oferta. En enero de 1971, la disidencia dentro de las fuerzas armadas, que contaban con 30 000 efectivos, alcanzó un nivel tal que Amri se vio obligado a despedir a varios cientos de oficiales del ejército noryemení, porque aparentemente estos oficiales se oponían a la decisión del gobierno noryemení de aliarse con el Reino de Arabia Saudita. Más tarde, ese mismo año, oficiales de derechas comenzaron a planear un golpe de Estado con la intención de imponer un régimen militar, mientras que docenas de oficiales de izquierdas fueron arrestados y acusados de conspirar contando con un posible apoyo soviético e iraquí. Amri, temiendo otro intento de golpe de Estado, reorganizó el ejército noryemení de modo que el control sobre las unidades de combate lo ejercían los comandantes de los cuerpos de infantería, carros blindados y artillería. Amri también creó una fuerza de reserva, que estaba bajo el mando del coronel Ibrahim Al-Hamdi, y la Guardia Republicana, ambas fuerzas estaban integradas por unos 7000 soldados totalmente leales al gobierno noryemení. Sin embargo, los problemas relacionados con el personal militar persistieron. En enero de 1971, se descubrió un complot, supuestamente organizado por los asesores militares soviéticos, en virtud del cual varios pilotos noryemeníes pretendían desertar con sus aviones a Adén. En otro intento por mejorar la situación, el presidente Iryani visitó Moscú y solicitó de nuevo ayuda militar adicional, incluida la entrega de aviones de caza Mikoyan-Gurevich MiG-17, en diciembre de 1971. Sin embargo, los soviéticos una vez más se negaron. La única mejora que experimentó la fuerza aérea noryemení durante ese período, fue la expansión de la base aérea de Al-Daylami, que fue realizada durante ese mismo año.

### Fuerzas armadas de Yemen del Sur
Cuando Yemen del Sur se independizó de los británicos, en 1967, el nuevo gobierno contaba con un ejército bien entrenado y organizado, aunque pequeño. Más tarde, en junio de 1969, una facción radical marxista-leninista tomó el poder en Adén y el 1 de diciembre de 1970, el país pasó a llamarse República Democrática Popular del Yemen. Las Fuerzas Armadas pasaron a llamarse Fuerzas Armadas de la República Democrática Popular del Yemen. Posteriormente, todos los partidos políticos se fusionaron en el llamado Frente Nacional Unido o fueron prohibidos, mientras que el gobierno estableció vínculos muy estrechos con el régimen soviético. El Gobierno de la Unión Soviética deseaba obtener un punto de apoyo desde el que pudiera controlar e influir en los acontecimientos en el Mar Rojo, el Golfo Pérsico y  el Cuerno de África, así como mejorar su capacidad para monitorear las actividades de los Estados Unidos y sus aliados en la región de Oriente Medio y reforzar su propia presencia militar, el régimen de Moscú aprovechó la oportunidad. Aunque el gobierno soviético se hizo amigo oficialmente de los gobiernos de Saná y Adén, posteriormente asumió la tarea de ayudar principalmente al fortalecimiento militar de Yemen del Sur. En la República Democrática Popular del Yemen, este proceso avanzó a un ritmo más significativo que en Yemen del Norte, no sólo por el mejor entrenamiento que las fuerzas armadas locales habían recibido anteriormente del Ejército británico, sino también porque el Frente Nacional Unido se oponía ideológicamente al tribalismo e hizo todo lo posible por erradicarlo. El fortalecimiento se vio reforzado aún más por la llegada de los asesores militares soviéticos en 1968. A medida que las relaciones con la Unión Soviética se fortalecían cada vez más, a principios de 1969 se creó un grupo de asesores militares soviéticos mucho más grande, con sede en Adén y comandado por un general de división. Un coronel soviético asumió el mando de la fuerza aérea yemení, mientras que otro asumió el mando de las fuerzas terrestres. Este último reorganizó y amplió las fuerzas disponibles en seis brigadas con tres batallones cada una.

### Reunificación nacional en 1990
El ejército yemení unificado se formó tras la unificación de las naciones de Yemen del Norte y Yemen del Sur en 1990, anteriormente cada nación tenía sus propias fuerzas armadas. Yemen participó en la guerra árabe-israelí en varias ocasiones, lo que ayudó a establecer su ejército como una fuerza regional.

### Guerra civil de Yemen de 1994
Desde la reunificación nacional, Yemen ha enfrentado varios conflictos internos, incluyendo una guerra civil en 1994, donde las fuerzas del norte lucharon contra las del sur. Durante la guerra civil yemení de 1994, casi todos los combates reales ocurrieron en la parte sur del país, a pesar de los ataques aéreos y con misiles contra ciudades e instalaciones importantes en el norte. Los sureños buscaron el apoyo de los estados vecinos y recibieron miles de millones de dólares en equipo y asistencia financiera, principalmente de Arabia Saudita, que se sintió amenazada durante la guerra del Golfo en 1991, cuando Yemen apoyó a Sadam Huseín. Estados Unidos pidió repetidamente un alto el fuego y el regreso a la mesa de negociaciones. Varios intentos, incluido el de un enviado especial de la ONU, no tuvieron éxito para lograr un alto el fuego. Los líderes del sur declararon la secesión y el establecimiento de la República Democrática del Yemen, el 21 de mayo de 1994, pero la comunidad internacional no reconoció a la República Democrática del Yemen. Los partidarios de Ali Nasir Muhamad ayudaron en gran medida a las operaciones militares contra los secesionistas y la ciudad de Adén fue capturada el 7 de julio de 1994. El resto de la resistencia suryemení colapsó rápidamente y miles de líderes y personal militar del sur se exiliaron fuera del país.

### Crisis de las Islas de Hanish en 1995
La crisis de las islas de Hanish se desarrolló entre el 15 de diciembre y el 17 de diciembre de 1995. El conflicto tuvo como epicentro la isla de Hanish Mayor, una de las tres principales islas del archipiélago, por el que los dos países terminaron enfrentándose. Hasta 1995 ésta isla solamente había sido habitada por unos pocos pescadores yemeníes.

### Insurgencia chiita en Yemen en 2004
La insurgencia chiita en Yemen o conflicto de Sadá fue una insurgencia comenzada en junio de 2004 cuando el clérigo opositor Hussein Badreddin al-Houthi, líder de los hutíes, un movimiento chiita de los zaydíes, inició una rebelión contra el gobierno yemení. La mayor parte de la lucha armada se ha centrado en la gobernación de Sadá, pero se ha expandido a otras áreas vecinas e incluso a la Frontera entre Arabia Saudita y Yemen.

### Revolución yemení en 2011
En marzo de 2011, un mes después del comienzo de un levantamiento contra el gobierno del presidente Saleh, el mayor general Ali Mohsen al-Ahmar, comandante de la 1.ª División Blindada, se unió a los manifestantes y se llevó a cientos de soldados y varios tanques para proteger a los ciudadanos yemeníes que protestaban. Los tanques rivales de la 1.ª División Blindada y de la Guardia Republicana se enfrentaron en Saná.
La 119.ª Brigada del ejército yemení, que se había pasado a la oposición, lanzó una operación conjunta con las 31.ª y 201.ª Brigadas, que todavía eran leales a Saleh, y el 10 de septiembre recuperaron la ciudad de Zinjibar, que estaba en manos de militantes islamistas que estaban explotando el caos en el país para expandir su influencia. La ofensiva alivió a las unidades del ejército asediadas en el proceso.
El 17 de septiembre, al menos un soldado rebelde murió en enfrentamientos contra tropas leales al gobierno en Saná, cerca de la plaza central de la ciudad, cuando intentaba proteger el campamento de protesta que se encontraba allí, ante una posible agresión por parte de las fuerzas de seguridad. Después de que miembros de tribus antigubernamentales invadieran una base del ejército leal ubicada en el norte de Saná, el 20 de septiembre y capturaran a 30 soldados, el gobierno respondió con ataques aéreos que mataron hasta 80 civiles yemeníes.

### Toma del poder por parte de los rebeldes hutíes en Yemen en 2011
Durante la revolución yemení de 2011, grandes multitudes de hutíes participaron en las protestas. Cuando comenzó el levantamiento armado, los hutíes aprovecharon la oportunidad para apoderarse del norte de Yemen. Cuando Alí Abdulá Salé fue reemplazado por Abu Mansur Al-Hadi como presidente, Hadi asumió el cargo durante dos años. Los hutíes también participaron en la conferencia de diálogo nacional, negociada por las Naciones Unidas y el Consejo de Cooperación del Golfo para aumentar el mandato de Hadi en un año y permitirle introducir reformas radicales en todas las autoridades civiles, económicas y militares por igual, esto tenía como objetivo purgar a todas las autoridades de los leales a Salé. Pero la conferencia de diálogo nacional también permitió a Hadi convertir a Yemen en un estado federal con seis regiones. Los hutíes retiraron su apoyo al sistema de regiones federales. Después de la decisión de Hadi de aumentar los precios del combustible y eliminar diversos subsidios, los hutíes comenzaron un avance sobre todas las provincias yemeníes para completar la toma de control de Yemen.  Hajah y Amran fueron los primeros objetivos, seguidos del asedio a la ciudad de mayoría sunita de Damaj. 
Después de los problemas en Egipto, Arabia Saudita se vio obligada a declarar a los Hermanos Musulmanes como una organización terrorista y retirar su apoyo al partido Al-Islah en Yemen. Esto permitió a los hutíes tomar prisioneros a los miembros de la brigada blindada 310 en Amran, ejecutar a su comandante en jefe y reemplazarlo por un hutí. Después de esto, los hutíes avanzaron sobre Saná y se alinearon con el Congreso General del Pueblo leal a Salé. Como las fuerzas especiales yemeníes y la guardia republicana eran leales al congreso general del pueblo, esto permitió a los hutíes invadir varias de sus bases ubicadas en Saná, esta fue la primera presencia de los hutíes en Saná. Como resultado, la Fuerza Aérea Yemení lanzó varios ataques aéreos contra columnas de las fuerzas hutíes en las afueras de Saná; esto les causó un gran número de bajas, pero no detuvo su avance. Los hutíes avanzaron y capturaron al alto mando del ejército yemení. el presidente Hadi entró en pánico cuando el complejo presidencial fue asediado por los rebeldes hutíes, finalmente, la lucha terminó cuando se firmó el acuerdo de paz y asociación entre los rebeldes hutíes y Hadi. Este acuerdo incluyó el reemplazo de Hadi y de todo su gabinete. Los hutíes vieron esto como una oportunidad para buscar y arrestar a los miembros del partido Al-Islah en Saná. También intentaron imponer su control sobre el ejército yemení, pero cuando los oficiales se negaron a obedecerlos, los reemplazaron con los favoritos de los hutíes e incluso tomaron el control de la Fuerza Aérea Yemení, posteriormente, los miembros del partido Al-Islah, la guardia presidencial y las unidades militares leales a Hadi decidieron luchar. La violencia alcanzó su punto máximo en la capital cuando los hutíes tomaron finalmente el poder al expulsar a la guardia presidencial del complejo presidencial y asegurar el campamento Bilad Al Rus, la base aérea Al Daylami, y el edificio del ministerio de defensa yemení ubicado en Saná.

### Intervención saudí en 2015
En 2015, una coalición internacional liderada por Arabia Saudita lanzó una intervención militar contra los rebeldes del movimiento hutí, un grupo rebelde chiita que tomó el control de la capital yemení, Saná, el conflicto ha producido una crisis humanitaria devastadora, mientras que las fuerzas armadas yemeníes están divididas en diferentes facciones rivales enfrentadas en el campo de batalla.
Los rebeldes hutíes son un grupo religioso zaidí y tienen una fuerza militar significativa, han llevado a cabo diversos ataques en el territorio de Yemen y en otras naciones.
Las fuerzas armadas de Yemen están divididas, con facciones leales al gobierno reconocido internacionalmente, y facciones que apoyan a los diversos grupos rebeldes. 
La situación sigue siendo inestable y compleja, la milicia hutí controla alrededor del 30% del territorio de Yemen y recibe el apoyo de varios actores internacionales, incluyendo el régimen teocrático de los ayatolás de Irán. 
El ejército yemení ha sido reforzado por miles de voluntarios de la Resistencia Nacional Yemení bajo el mando de Tareq Saleh. Elementos de la guardia republicana se han unido al ejército yemení contra los rebeldes hutíes.
Los rebeldes hutíes han estado llevando a cabo ataques con drones y misiles contra el estado sionista de Israel, en el contexto de la guerra en la Franja de Gaza.

## Controversia

### Reclutamiento de menores
En contra de la legislación internacional, alrededor de 40 000 niños soldado, menores de 18 años, son reclutados por el ejército yemení.

## Fuerzas Armadas de Yemen

### Armada

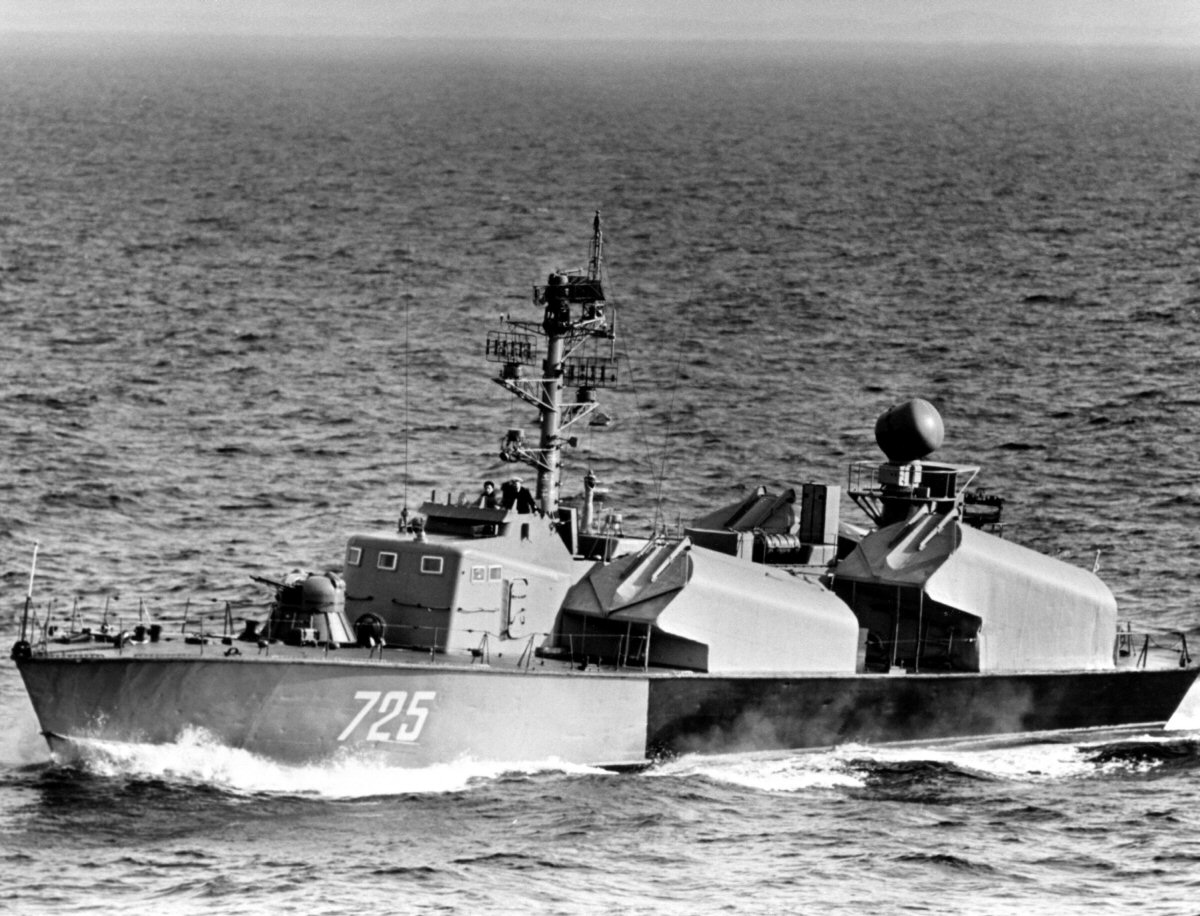
barco lanzamisiles de la clase Osa.

La Armada yemení cuenta con ocho barcos lanzamisiles de la clase Osa y cinco dragaminas de la clase Yevgenya.

#### Ametralladoras
| Nombre                   | Fotografía     | Origen         | Tipo                 | Munición       | Fabricante        |
| Ametralladoras           | Ametralladoras | Ametralladoras | Ametralladoras       | Ametralladoras | Ametralladoras    |
| ------------------------ | -------------- | -------------- | -------------------- | -------------- | ----------------- |
| Ametralladora pesada KPV |                | Rusia          | Ametralladora pesada | 14,5 × 114 mm  | Planta Degtiariov |

#### Artillería naval
| Nombre           | Imagen           | Origen           | Tipo                 | Calibre          | Fabricante        |
| Artillería naval | Artillería naval | Artillería naval | Artillería naval     | Artillería naval | Artillería naval  |
| ---------------- | ---------------- | ---------------- | -------------------- | ---------------- | ----------------- |
| AK-230           |                  | Rusia            | Artillería navalCIWS | 30 mm            | JSC Tulamashzavod |

#### Embarcaciones
| Tipo de buque      | Fotografía | País de origen | Clase y nombre | Número de unidades | Constructor                                           |
| ------------------ | ---------- | -------------- | -------------- | ------------------ | ----------------------------------------------------- |
| Barco lanzamisiles |            | Rusia          | Osa-2          | 8                  | Vostochnaya VerfUnited Shipbuilding Corporation       |
| Dragaminas         |            | Rusia          | Clase Yevgenya | 2                  | Sredne-Nevsky ShipyardUnited Shipbuilding Corporation |

#### Misiles
| Nombre                                | Fotografía        | Origen            | Tipo              | Fabricante        |
| Misiles antibuque                     | Misiles antibuque | Misiles antibuque | Misiles antibuque | Misiles antibuque |
| ------------------------------------- | ----------------- | ----------------- | ----------------- | ----------------- |
| P-15 Termit                           |                   | Rusia             | Misil antibuque   | MKB Raduga        |
| Sistema de defensa antiaérea portátil |                   |                   |                   |                   |
| 9K32 Strela-2                         |                   | Rusia             | MANPADS           | KBM               |

### Ejército de tierra
El Ejército de tierra yemenita está organizado en ocho brigadas blindadas, 16 brigadas de infantería, seis brigadas mecanizadas, dos brigadas de comandos aerotransportados, una brigada de misiles antitanque, tres brigadas de artillería, una brigada de fuerzas especiales, seis brigadas de defensa antiaérea, cuatro batallones antiaéreos y un batallón de misiles superficie-aire.

#### Armas de fuego
| Nombre                   | Fotografía               | Origen                   | Tipo                         | Munición                 | Fabricante                                                                |
| Pistolas semiautomáticas | Pistolas semiautomáticas | Pistolas semiautomáticas | Pistolas semiautomáticas     | Pistolas semiautomáticas | Pistolas semiautomáticas                                                  |
| ------------------------ | ------------------------ | ------------------------ | ---------------------------- | ------------------------ | ------------------------------------------------------------------------- |
| Glock-19                 |                          | Austria                  | Pistola semiautomática       | 9 × 19 mm Parabellum     | Glock Ges.m.b.H.                                                          |
| Carabinas                |                          |                          |                              |                          |                                                                           |
| Carabina M4              |                          | Estados Unidos           | CarabinaFusil de asalto      | 5,56 × 45 mm OTAN        | Colt's Manufacturing Company                                              |
| SKS                      |                          | Rusia                    | CarabinaFusil semiautomático | 7,62 × 39 mm             | Planta de armas de Tula                                                   |
| Karabiner 98 Kurz        |                          | Alemania                 | CarabinaFusil de cerrojo     | 7,92 × 57 mm             | Mauser                                                                    |
| Fusiles de cerrojo       |                          |                          |                              |                          |                                                                           |
| Lee-Enfield              |                          | Reino Unido              | Fusil de cerrojo             | .303 British             | Royal Small Arms Factory                                                  |
| Fusiles de asalto        |                          |                          |                              |                          |                                                                           |
| AK-74                    |                          | Rusia                    | Fusil de asalto              | 5,45 × 39 mm             | Corporación Kalashnikov                                                   |
| Fusil M16                |                          | Estados Unidos           | Fusil de asalto              | 5,56 × 45 mm OTAN        | Colt's Manufacturing Company                                              |
| Colt CM901               |                          | Estados Unidos           | Fusil de asalto              | 5,56 × 45 mm OTAN        | Colt's Manufacturing Company                                              |
| AR-M1                    |                          | Bulgaria                 | Fusil de asalto              | 5,56 × 45 mm OTAN        | Arsenal AD                                                                |
| AK-47                    |                          | Rusia                    | Fusil de asalto              | 7,62 × 39 mm             | Corporación Kalashnikov                                                   |
| AKM                      |                          | Rusia                    | Fusil de asalto              | 7,62 × 39 mm             | Corporación Kalashnikov                                                   |
| Fusiles de combate       |                          |                          |                              |                          |                                                                           |
| Heckler & Koch G3        |                          | Alemania                 | Fusil de combate             | 7,62 × 51 mm OTAN        | Heckler & Koch                                                            |
| FN FAL                   |                          | Bélgica                  | Fusil de combate             | 7,62 × 51 mm OTAN        | FN Herstal                                                                |
| L1A1                     |                          | Reino Unido              | Fusil de combate             | 7,62 × 51 mm OTAN        | Royal Small Arms Factory                                                  |
| Fusiles de francotirador |                          |                          |                              |                          |                                                                           |
| Dragunov SVU             |                          | Rusia                    | Fusil de francotirador       | 7,62 × 54 mm R           | KBP Instrument Design Bureau                                              |
| Fusiles antimaterial     |                          |                          |                              |                          |                                                                           |
| Barrett M82              |                          | Estados Unidos           | Fusil antimaterial           | 12,7 × 99 mm OTAN        | Barrett Firearms Company                                                  |
| Ametralladoras           |                          |                          |                              |                          |                                                                           |
| FN Minimi                |                          | Bélgica                  | Ametralladora ligera         | 5,56 × 45 mm OTAN        | FN Herstal                                                                |
| RPK                      |                          | Rusia                    | Ametralladora ligera         | 7,62 × 39 mm             | Planta de construcción de maquinaria de Vyatskiye PolyanyRostec           |
| Browning M2              |                          | Estados Unidos           | Ametralladora pesada         | 12,7 × 99 mm OTAN        | General DynamicsFN HerstalFNH UKOhio OrdnanceUS Ordnance                  |
| Ametralladora NSV        |                          | Kazajistán               | Ametralladora pesada         | 12,7 × 108 mm            | Empresa de construcción de maquinaria de Kazajistán Occidental JSC (ZKMK) |
| DShK                     |                          | Rusia                    | Ametralladora pesada         | 12,7 × 108 mm            | Planta de armas de Tula                                                   |
| Lanzagranadas            |                          |                          |                              |                          |                                                                           |
| Lanzagranadas M79        |                          | Estados Unidos           | Lanzagranadas                | Granada de 40 mm         | Springfield Armory                                                        |

#### Armas antitanque
| Nombre                  | Fotografía   | Origen         | Tipo                          | Calibre      | Fabricante         |
| Lanzacohetes            | Lanzacohetes | Lanzacohetes   | Lanzacohetes                  | Lanzacohetes | Lanzacohetes       |
| ----------------------- | ------------ | -------------- | ----------------------------- | ------------ | ------------------ |
| M72 LAW                 |              | Noruega        | Granada propulsada por cohete | 66 mm        | Nammo              |
| RPG-7                   |              | Rusia          | Granada propulsada por cohete | 85 mm        | Bazalt             |
| Cañones sin retroceso   |              |                |                               |              |                    |
| Cañón sin retroceso M40 |              | Estados Unidos | Cañón sin retroceso           | 105 mm       | Watervliet Arsenal |

#### Artillería
| Nombre                              | Fotografía           | Origen               | Tipo                                | Calibre              | Fabricante                                          |
| Artillería antiaérea                | Artillería antiaérea | Artillería antiaérea | Artillería antiaérea                | Artillería antiaérea | Artillería antiaérea                                |
| ----------------------------------- | -------------------- | -------------------- | ----------------------------------- | -------------------- | --------------------------------------------------- |
| ZSU-23-2                            |                      | Rusia                | Artillería antiaérea                | 23 mm                | KBP Instrument Design Bureau                        |
| Bofors 40 mm                        |                      | Reino Unido Suecia   | Artillería antiaérea                | 40 mm                | BAE SystemsBofors                                   |
| Artillería antiaérea autopropulsada |                      |                      |                                     |                      |                                                     |
| ZSU-23-4                            |                      | Rusia                | Artillería antiaérea autopropulsada | 23 mm                | Planta de Maquinaria Mecánica de Ulyanovsk          |
| Artillería autopropulsada           |                      |                      |                                     |                      |                                                     |
| 2S1 Gvozdika                        |                      | Ucrania              | Artillería autopropulsada           | 122 mm               | Planta de tractores de Járkov                       |
| Artillería de cohetes               |                      |                      |                                     |                      |                                                     |
| BM-21                               |                      | Rusia                | Artillería de cohetes               | 122 mm               | NPO Splav                                           |
| BM-27 Uragan                        |                      | Rusia                | Artillería de cohetes               | 220 mm               | NPO Splav                                           |
| Artillería remolcada                |                      |                      |                                     |                      |                                                     |
| M-46                                |                      | Rusia                | Artillería remolcada                | 130 mm               | Fábricas de Motovílija                              |
| M1955 (D-20)                        |                      | Rusia                | Artillería remolcada                | 152 mm               | Fábrica de artillería número nueve de Ekaterimburgo |
| Morteros                            |                      |                      |                                     |                      |                                                     |
| Mortero L16 de 81 mm                |                      | Reino Unido          | Mortero                             | 81 mm                | Royal Ordnance                                      |

#### Misiles
| Nombre                                | Fotografía         | Origen             | Tipo                  | Fabricante                             |
| Misiles antitanque                    | Misiles antitanque | Misiles antitanque | Misiles antitanque    | Misiles antitanque                     |
| ------------------------------------- | ------------------ | ------------------ | --------------------- | -------------------------------------- |
| BGM-71 TOW                            |                    | Estados Unidos     | Misil antitanque      | Hughes AircraftRaytheonRTX Corporation |
| 9K11 Maliutka                         |                    | Rusia              | Misil antitanque      | KBM                                    |
| Misiles balísticos                    |                    |                    |                       |                                        |
| OTR-21 Tochka                         |                    | Rusia              | Misil balístico       | KBM                                    |
| Misiles superficie-aire               |                    |                    |                       |                                        |
| S-75 Dvina                            |                    | Rusia              | Misil superficie-aire | Almaz-AnteyMKB FakelNPO Lávochkin      |
| S-125 Neva/Pechora                    |                    | Rusia              | Misil superficie-aire | Almaz-Antey                            |
| Sistema de defensa antiaérea portátil |                    |                    |                       |                                        |
| 9K32 Strela-2                         |                    | Rusia              | MANPADS               | KBM                                    |

#### Vehículos
| Nombre                               | Fotografía        | Origen            | Tipo                                | Fabricante                        |
| Carros de combate                    | Carros de combate | Carros de combate | Carros de combate                   | Carros de combate                 |
| ------------------------------------ | ----------------- | ----------------- | ----------------------------------- | --------------------------------- |
| M60 Patton                           |                   | Estados Unidos    | Carro de combate principal          | Chrysler                          |
| T-72                                 |                   | Rusia             | Carro de combate principal          | Uralvagonzavod                    |
| T-62                                 |                   | Rusia             | Carro de combate principal          | Uralvagonzavod                    |
| T-54/T-55                            |                   | Rusia             | Carro de combate principal          | Uralvagonzavod                    |
| Automóviles blindados                |                   |                   |                                     |                                   |
| Panhard AML                          |                   | Francia           | Automóvil blindado                  | Panhard                           |
| Vehículos de reconocimiento blindado |                   |                   |                                     |                                   |
| BRDM-2                               |                   | Rusia             | Vehículo de reconocimiento blindado | GAZ                               |
| Vehículos de combate de infantería   |                   |                   |                                     |                                   |
| BMP-1                                |                   | Rusia             | Vehículo de combate de infantería   | Kurganmashzavod                   |
| BMP-2                                |                   | Rusia             | Vehículo de combate de infantería   | Kurganmashzavod                   |
| Transportes blindados de personal    |                   |                   |                                     |                                   |
| M113                                 |                   | Estados Unidos    | Transporte blindado de personal     | FMC Corporation                   |
| BTR-40                               |                   | Rusia             | Transporte blindado de personal     | GAZ                               |
| BTR-50                               |                   | Rusia             | Transporte blindado de personal     | Planta de Tractores de Volgogrado |
| BTR-60                               |                   | Rusia             | Transporte blindado de personal     | GAZ                               |
| BTR-80                               |                   | Rusia             | Transporte blindado de personal     | GAZ                               |
| Vehículos todoterreno                |                   |                   |                                     |                                   |
| Al-Shibl                             |                   | Arabia Saudita    | Vehículo todoterreno                | Military Industries Corporation   |
| Humvee                               |                   | Estados Unidos    | Vehículo todoterreno                | AM General                        |
| UAZ-469                              |                   | Rusia             | Vehículo todoterreno                | UAZ                               |

### Fuerza aérea

#### Ametralladoras
| Nombre                              | Fotografía     | Origen         | Tipo                 | Munición       | Fabricante                          |
| Ametralladoras                      | Ametralladoras | Ametralladoras | Ametralladoras       | Ametralladoras | Ametralladoras                      |
| ----------------------------------- | -------------- | -------------- | -------------------- | -------------- | ----------------------------------- |
| Yakushev-Borzov YakB-12,7           |                | Rusia          | Ametralladora pesada | 12,7 × 108 mm  | Fábrica de ametralladoras de Kovrov |
| Glagolev-Shipunov-Gryazev GShG-7,62 |                | Rusia          | Ametralladora media  | 7,62 × 54 mm R | KBP Instrument Design Bureau        |

#### Aviones
| Aeronave                          | Fotografía      | Origen          | Tipo                              | Fabricante       |
| Aviones de caza                   | Aviones de caza | Aviones de caza | Aviones de caza                   | Aviones de caza  |
| --------------------------------- | --------------- | --------------- | --------------------------------- | ---------------- |
| Mikoyan-Gurevich MiG-21           |                 | Rusia           | Avión de caza                     | Mikoyán          |
| Mikoyan-Gurevich MiG-29           |                 | Rusia           | Avión de caza                     | Mikoyán          |
| Northrop F-5                      |                 | Estados Unidos  | Avión de caza                     | Northrop Grumman |
| Cazabombarderos                   |                 |                 |                                   |                  |
| Sukhoi Su-22                      |                 | Rusia           | Cazabombardero                    | Sukhoi           |
| Aviones de entrenamiento avanzado |                 |                 |                                   |                  |
| Aero L-39 Albatros                |                 | República Checa | Avión de entrenamiento a reacción | Aero Vodochody   |
| Aviones de entrenamiento básico   |                 |                 |                                   |                  |
| Zlín Z 42                         |                 | República Checa | Avión de entrenamiento            | Zlin Aircraft    |
| Aviones de transporte             |                 |                 |                                   |                  |
| Lockheed C-130 Hercules           |                 | Estados Unidos  | Avión de transporte táctico       | Lockheed Martin  |
| Antonov An-26                     |                 | Ucrania         | Avión de transporte táctico       | Antónov          |
| Aviones de carga                  |                 |                 |                                   |                  |
| Ilyushin Il-76                    |                 | Rusia           | Avión de carga                    | Iliushin         |
| Aviones utilitarios               |                 |                 |                                   |                  |
| Cessna 208 Caravan                |                 | Estados Unidos  | Avión utilitario                  | CessnaTextron    |

#### Cañones
| Nombre                    | Fotografía          | Origen              | Tipo                | Calibre             | Fabricante                       |
| Cañones automáticos       | Cañones automáticos | Cañones automáticos | Cañones automáticos | Cañones automáticos | Cañones automáticos              |
| ------------------------- | ------------------- | ------------------- | ------------------- | ------------------- | -------------------------------- |
| Gryazev-Shipunov GSh-23   |                     | Rusia               | Cañón automático    | 23 mm               | KBP Instrument Design Bureau     |
| Gryazev-Shipunov GSh-301  |                     | Rusia               | Cañón automático    | 30 mm               | KBP Instrument Design Bureau     |
| Gryazev-Shipunov GSh-30-2 |                     | Rusia               | Cañón automático    | 30 mm               | KBP Instrument Design Bureau     |
| Nudelman-Rikhter NR-30    |                     | Rusia               | Cañón automático    | 30 mm               | Planta Degtiariov                |
| Cañón M39                 |                     | Estados Unidos      | Cañón revólver      | 20 mm               | Ford Motor CompanyGeneral Motors |

#### Helicópteros
| Aeronave                   | Fotografía        | Origen            | Tipo                              | Fabricante        |
| Helicóptero naval          | Helicóptero naval | Helicóptero naval | Helicóptero naval                 | Helicóptero naval |
| -------------------------- | ----------------- | ----------------- | --------------------------------- | ----------------- |
| Kamov Ka-27                |                   | Rusia             | Guerra antisubmarina              | Kamov             |
| Helicópteros de transporte |                   |                   |                                   |                   |
| Mil Mi-8                   |                   | Rusia             | Helicóptero de transporte militar | Mil               |
| Mil Mi-14                  |                   | Rusia             | Helicóptero de transporte militar | Mil               |
| Helicópteros de ataque     |                   |                   |                                   |                   |
| Mil Mi-24                  |                   | Rusia             | Helicóptero de ataque             | Mil               |

#### Misiles
| Nombre                  | Fotografía        | Origen            | Tipo                                      | Fabricante                                  |
| Misiles aire-aire       | Misiles aire-aire | Misiles aire-aire | Misiles aire-aire                         | Misiles aire-aire                           |
| ----------------------- | ----------------- | ----------------- | ----------------------------------------- | ------------------------------------------- |
| AIM-9 Sidewinder        |                   | Estados Unidos    | Misil aire-aire                           | RaytheonRTX Corporation                     |
| Vympel R-3              |                   | Rusia             | Misil aire-aire                           | NPO Vympel                                  |
| Vympel R-73             |                   | Rusia             | Misil aire-aire                           | NPO Vympel                                  |
| Misiles aire-superficie |                   |                   |                                           |                                             |
| Kh-29                   |                   | Rusia             | Misil aire-superficie                     | NPO VympelJSC Tactical Missiles Corporation |
| Kh-31                   |                   | Rusia             | Misil aire-superficieMisil antirradiación | JSC Tactical Missiles Corporation           |

### Fuerza de reserva
Las fuerzas armadas yemeníes tienen entre 400 000 y 450 000 reservistas. El ejército yemení, es el segundo en fuerza militar en la Península de Arabia después del Reino de Arabia Saudita.

### Fuerzas paramilitares
Las fuerzas paramilitares de Yemen cuentan con unos 50 000 soldados. La organización central de seguridad está bajo el mando del Ministerio del Interior de Yemen. Las fuerzas paramilitares yemeníes están equipadas con armas de fuego y vehículos blindados de transporte de personal. Las fuerzas especiales yemeníes forman parte de la organización central de seguridad del ministerio del interior. Las fuerzas especiales están equipadas con vehículos blindados de combate y fusiles de asalto, sus miembros son ciudadanos partidarios del gobierno yemení.

### Guardia costera
Yemen cuenta con un guardia costera formada por unos 1200 efectivos. Yemen ha estado construyendo una pequeña guardia costera bajo el mando del Ministerio del Interior, entrenando a personal militar y a técnicos, la guardia costera tiene bases navales en los puertos de Adén y Al Mukalla, en la Gobernación de Hadramaut.

## Graduación militar

### Armada yemení

#### Oficiales
| Grado militar      | Insignia | Rangos OTAN |
| ------------------ | -------- | ----------- |
| Almirante          |          | OF-8        |
| Vicealmirante      |          | OF-7        |
| Contraalmirante    |          | OF-6        |
| Capitán de navío   |          | OF-5        |
| Capitán de fragata |          | OF-4        |
| Capitán de corbeta |          | OF-3        |
| Teniente           |          | OF-2        |
| Alférez            |          | OF-1        |

#### Suboficiales
| Grado militar  | Insignia | Rangos OTAN |
| -------------- | -------- | ----------- |
| Sargento mayor |          | OR-5        |
| Sargento       |          | OR-4        |
| Cabo primero   |          | OR-3        |
| Cabo           |          | OR-2        |

### Ejército de tierra yemení

#### Oficiales
| Grado militar       | Insignia | Rangos OTAN |
| ------------------- | -------- | ----------- |
| Mariscal de campo   |          | OF-9        |
| Teniente general    |          | OF-8        |
| General de Ejército |          | OF-7        |
| General de división |          | OF-6        |
| General de brigada  |          | OF-5        |
| Coronel             |          | OF-4        |
| Teniente coronel    |          | OF-3        |
| Comandante          |          | OF-2        |
| Capitán             |          | OF-2        |
| Teniente            |          | OF-1        |
| Alférez             |          | OF-1        |

#### Suboficiales
| Grado militar  | Insignia | Rangos OTAN |
| -------------- | -------- | ----------- |
| Sargento mayor |          | OR-5        |
| Sargento       |          | OR-4        |
| Cabo primero   |          | OR-3        |
| Cabo           |          | OR-2        |

### Fuerza aérea yemení

#### Oficiales
| Grado militar       | Insignia | Rangos OTAN |
| ------------------- | -------- | ----------- |
| Mariscal del aire   |          | OF-9        |
| Teniente general    |          | OF-8        |
| General de Ejército |          | OF-7        |
| General de división |          | OF-6        |
| General de brigada  |          | OF-5        |
| Coronel             |          | OF-4        |
| Teniente coronel    |          | OF-3        |
| Comandante          |          | OF-2        |
| Capitán             |          | OF-2        |
| Teniente            |          | OF-1        |
| Alférez             |          | OF-1        |

#### Suboficiales
| Grado militar  | Insignia | Rangos OTAN |
| -------------- | -------- | ----------- |
| Sargento mayor |          | OR-5        |
| Sargento       |          | OR-4        |
| Cabo primero   |          | OR-3        |
| Cabo           |          | OR-2        |

## Ministerio de Defensa de Yemen
El Ministerio de Defensa de Yemen (en árabe: وزارة الدفاع اليمنية) es un ministerio gubernamental de Yemen que es responsable de las Fuerzas Armadas de Yemen. El actual ministro de Defensa es el teniente general Mohsen Mohammed al-Daeri, quien fue designado el 28 de julio de 2022. Según la constitución de Yemen, el Presidente de Yemen actúa como comandante en jefe de las Fuerzas Armadas de Yemen y es responsable de nombrar al ministro de Defensa. El 19 de diciembre de 2012, el presidente Abdrabbuh Mansur Hadi, emitió un decreto presidencial para reestructurar las fuerzas armadas en cinco ramas principales: La fuerza aérea y la defensa aérea, la marina y la defensa costera, las fuerzas terrestres, la guardia fronteriza y la reserva estratégica. La decisión incluyó también la división de las fuerzas armadas en todo el país en siete regiones militares.

### Presupuesto de defensa de Yemen
Históricamente, el monto del gasto en defensa ha sido uno de los tres mayores gastos del gobierno yemení y se espera que siga siendo alto debido a la posible implementación del servicio militar obligatorio y los desafíos de seguridad planteados por el terrorismo y los conflictos tribales. El presupuesto de defensa aumentó de 540 millones de dólares en 2001, a unos 2 millones de dólares USA estimados en 2006, y probablemente unos 3 millones y medio de dólares USA en 2012. Según el Gobierno federal de los Estados Unidos, el presupuesto de 2006 representaba aproximadamente el 6% del producto nacional bruto del país yemení.

### Proveedores de armamento de Yemen
Los proveedores extranjeros de equipamiento de las fuerzas armadas yemeníes son principalmente: Estados Unidos, China y Rusia, otros proveedores son: Alemania, Austria, Francia, Suecia, Bulgaria, Reino Unido y Arabia Saudí.

### Regiones militares de Yemen
Las regiones militares de Yemen son siete regiones en las que se distribuye el ejército yemení. Cada región militar comparte unidades y formaciones militares conjuntas, además de academias e instalaciones militares locales. El teatro de operaciones militares está representado en siete regiones militares con las 75.ª brigadas militares, incluidas las 13.ª brigadas militares en la Fuerza de Reserva y en la Reserva Estratégica. Las fuerzas y unidades de combate de las regiones militares constan de 11 ejes operativos, 9 brigadas de infantería mecanizada, 11 brigadas blindadas, dos brigadas de guardia fronteriza y 23 brigadas de infantería, 2 brigadas de infantería marina, 3 bases navales, 6 brigadas de defensa aérea, 5 bases aéreas, 2 brigadas de infantería de montaña, 3 brigadas de aviación, una brigada de artillería y 2 brigadas de artillería y misiles. 

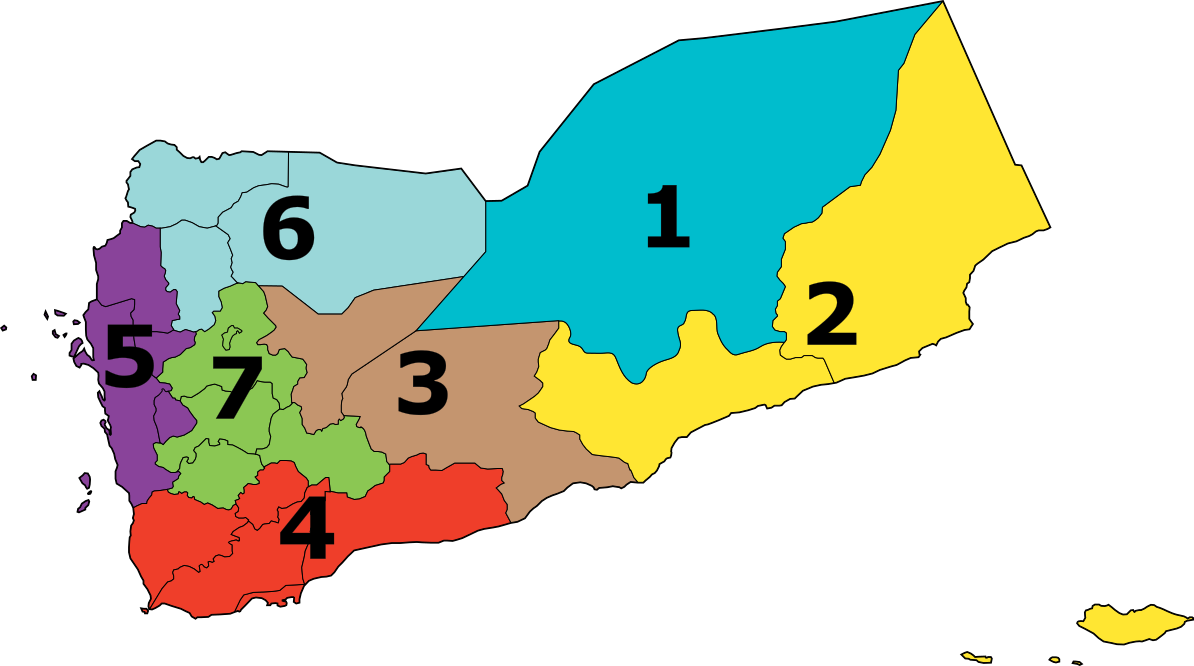
Mapa de las regiones militares de Yemen.

- 1.ª Región Militar en Sayun, en la Gobernación de Hadramaut.
- 2.ª Región Militar en Al Mukalla, en la Gobernación de Hadramaut.
- 3.ª Región Militar en Marib, en la Gobernación de Marib.
- 4.ª Región Militar en Adén, en la Gobernación de Adén.
- 5.ª Región Militar en Hajjah, en la Gobernación de Hajjah.
- 6.ª Región Militar en Amran, en la Gobernación de 'Amran.
- 7.ª Región Militar en Dhamar, en la Gobernación de Dhamar.